# Heinrich von Schweinitz
August Karl Heinrich von Schweinitz (* 23. Oktober 1805 in Neiße; † 21. Februar 1879 in Pöpelwitz) war ein preußischer Generalleutnant und Inspekteur der 5. Ingenieur-Inspektion.

## Leben

### Herkunft
Heinrich war ein Sohn des preußischen Majors a. D. Ernst von Schweinitz (1777–1853) und dessen Ehefrau Konstantine Karoline, geborene Giese (1786–1862).

### Militärkarriere
Schweinitz erhielt seine schulische Bildung auf dem Internat in Gnadenfrei. Anschließend trat er am 1. Juni 1821 als Pionier in die 5. Pionier-Abteilung der Preußischen Armee ein. Zur weiteren Ausbildung absolvierte er vom 23. Oktober 1822 bis 1823 die Vereinigte Artillerie- und Ingenieurschule und wurde Mitte November 1822 zum Portepeefähnrich befördert. Er kam am 1. April 1823 in die 3. und am 1. Oktober 1823 dann in die 5. Pionier-Abteilung. Am 1. Oktober 1825 wurde er in die 6. Pionier-Abteilung versetzt und dort am 15. Januar 1826 als Sekondeleutnant zunächst aggregiert und am 30. Dezember 1826 einrangiert. Am 28. Dezember 1829 folgte seine Versetzung in die Garde-Pionier-Abteilung, wo er am 1. April 1830 zum Adjutanten ernannt wurde. Am 26. März 1832 kam er dann zum Fortifikationsdienst in die Festung Spandau und am 21. April 1833 in die Festung Posen. Er wurde am 25. April 1835 in die 2. Ingenieur-Inspektion versetzt, kam aber schon am 1. November 1836 wieder in die 6. Pionier-Abteilung. Am 1. Februar 1839 wurde er in die 8. Pionier-Abteilung abkommandiert und am 1. Mai 1839 zum Fortinikationsdienst nach Wittenberg geschickt. Dort wurde er am 4. November 1840 zum Premierleutnant befördert. Er kehrte am 18. April 1843 in die 6. Pionier-Abteilung zurück, wurde am 3. Juli 1845 als überzähliger Hauptmann zunächst mit der Führung der 1. Kompanie beauftragt und am 11. Dezember 1845 zum Chef ernannt. Schweinitz stieg am 30. Mai 1850 zum Kommandeur der 6. Pionier-Abteilung auf. Unter Stellung à la suite des Ingenieurkorps wurde er am 3. Mai 1853 Adjutant der Generalinspektion des Ingenieur- und Pionierkorps und der Festungen ernannt. Zugleich war er auch als Mitglied der Prüfungskommission für Hauptleute und Premierleutnante tätig.
Am 28. Juni 1853 zum Major befördert, wurde er dann am 31. März 1857 noch Mitglied der Studienkommission für die Divisionsschulen. Als er am 22. Mai 1858 zum Oberstleutnant befördert wurde, kam er nun à la suite des Stabes des Ingenieurkorps und am 5. Juni 1858 als Inspekteur in die 1. Festungs-Inspektion. Anschließend wurde er am 17. Januar 1860 mit dem Roten Adlerorden III. Klasse mit Schleife ausgezeichnet und am 1. Juli 1860 zum Oberst befördert. Am 5. September 1861 wurde er Inspekteur der 1. Pionier-Inspektion und am 11. Oktober 1861 wieder Mitglied der Prüfungskommission für Hauptleute und Premierleutnante. Er erhielt am 24. Dezember 1862 den Kronen-Orden III. Klasse und wurde am 9. Januar 1864 als Inspekteur in die 2. Ingenieur-Inspektion versetzt. Dort wurde er am 18. April 1865 zum Generalmajor befördert und am 12. September 1865 auch zum Präses der Prüfungskommission für Hauptleute und Premierleutnante. Am 9. Oktober 1865 erhielt er den Kronen-Orden II. Klasse und am 2. Dezember 1865 das Großkreuz des Hausordens der Wendischen Krone. Bei der Mobilmachung anlässlich des Krieges gegen Österreich wurde er am 19. Mai 1866 zum 1. Ingenieur-Offizier im Stab des Oberkommandos der 2. Armee ernannt und nahm an der Schlacht bei Königgrätz teil. Nach dem Krieg wurde er am 17. September 1866 wieder Inspekteur der 2. Ingenieur-Inspektion und erhielt am 20. September 1866 den Roten Adlerorden II. Klasse mit Eichenlaub und Schwertern am Ringe. Am 18. April 1867 wurde er zum Generalleutnant befördert und am 29. Juni 1867 als Inspekteur in die 5. Ingenieur-Inspektion versetzt; schon am 24. September 1867 wurde er dann mit Pension zur Disposition gestellt.
Er erhielt vom Bey von Tunis den Nischan-Istikar-Orden I. Klasse. Er starb am 21. Februar 1879 in Pöpelwitz als Ritter des Johanniterordens.

### Familie
Er heiratete am 13. Oktober 1837 in Neiße Ottilie von Tschepe und Weidenbach (1820–1872). Das Paar hatte mehrere Kinder:
- Konstantin Gustav Karl Otto (1838–1878)
- Ulrich (1844–1897), preußischer Hauptmann ⚭ 1870 Adolfine Freiin von Stillfried-Rattonitz (1835–1912), Witwe des Besitzers der Zinkhütten Rosamundhütte und Beuthenhütte August Wünsch († 1865)[2]
- Felix (1848–1878), starb an den Spätfolgen seiner Verwundung bei Königgrätz
- Werner (* 1849), preußischer Hauptmann

⚭ 1878 Marie Emma von Gablenz (1829–1902), Witwe des Johann Friedrich Christian Vles († 1875)
⚭ 1904 Klara Marie Elisabeth von Voß (* 1844)